# مکتب اسکندریه

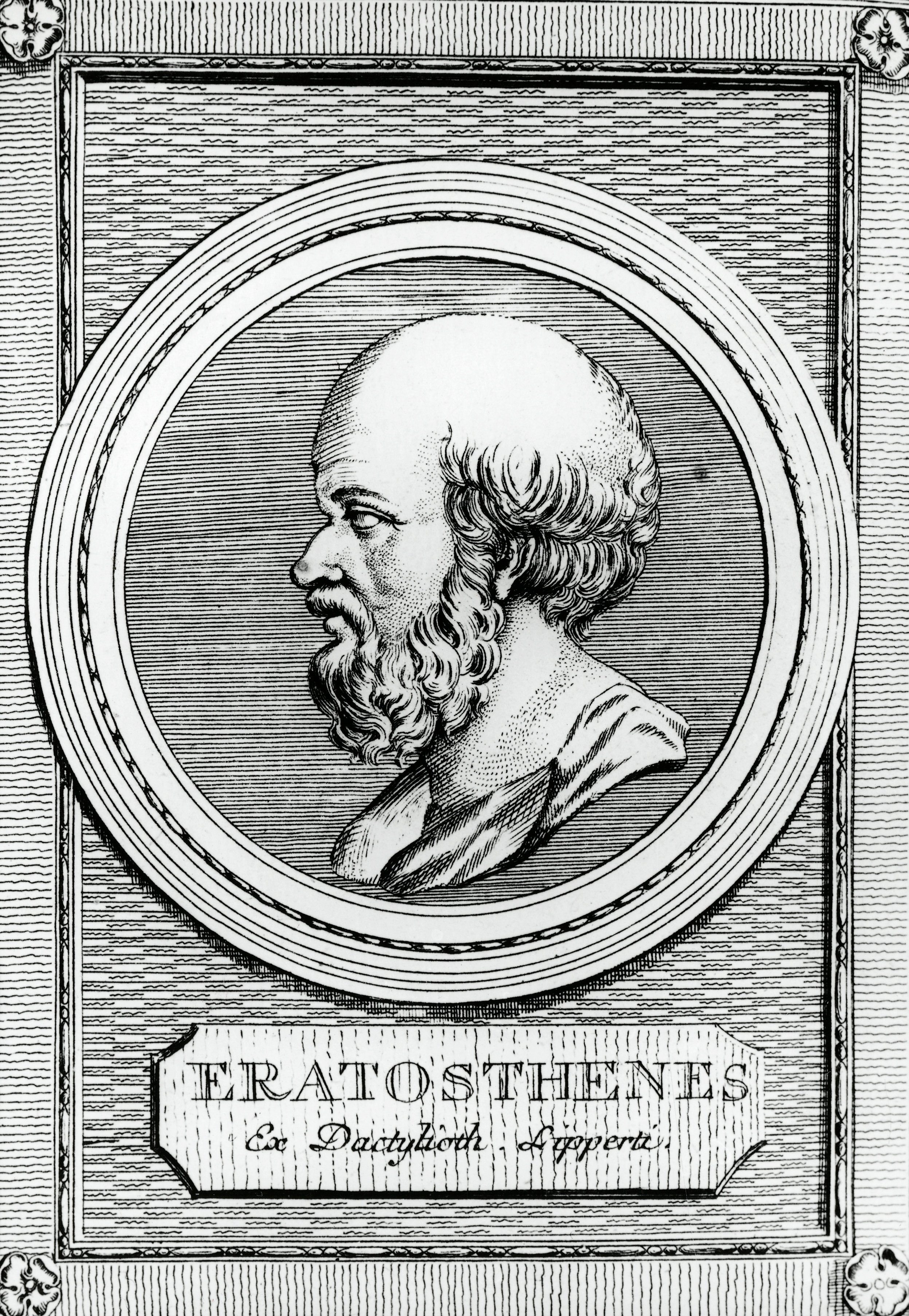
عنوانی است که به مجموعه‌ای از مساعی علمای یونانی در ادبیات، فلسفه، پزشکی و علم اطلاق می‌شود که در عصر هلنیستی و دوران رومی به‌مرکزیت اسکندریه مصر رواج داشت. مدرسه اسکندریه در نقل علوم به سرزمین‌های اسلامی سهم بسزایی داشته‌است.

مکتب اسکندریه یا مدرسه اسکندریه عنوانی است که به مجموعه‌ای از مساعی علمای یونانی در ادبیات، فلسفه، پزشکی و علم اطلاق می‌شود که در عصر هلنیستی و دوران رومی به‌مرکزیت اسکندریه مصر رواج داشت. مدرسه اسکندریه در نقل علوم به سرزمین‌های اسلامی سهم بسزایی داشته‌است. در آغاز دوره اسلامی، سنت پزشکی یونانی در اسکندریه ادامه داشت که زمانی بزرگ‌ترین مرکز علم یونانی و مصری بود. پس از فتح مصر به دست مسلمانان هنوز این سنت پزشکی زنده بوده‌است. در منابع اسلامی، از یوحنای نحوی، اسقف یعقوبی اسکندریه، نام برده‌شده‌است که مورد احترام تمام عمرو عاص فاتح مصر بوده‌است.

## زمینه فکری
مکتب اسکندریه از نظر فکری به طیف آباء یونانی زبان کلیسا وابسته است. آباء کلیسا کسانی بودند که در کنار دیگر تفاسیر مسیحی تفسیری خاص از مسیحیت پولوسی – یوحنایی ارائه کردند که از لحاظ تاریخی به عنوان تفسیر رسمی مورد قبول واقع و در قرون بعدی از آن بشدت دفاع شد و به صورت دین رسمی غرب امروز درآمد. مورخان مسیحی آباء کلیسا را به چند گروه تقسیم می‌کنند. گاهی آنها را در ارتباط با شوری نیقیه (۳۲۵میلادی) آباء قبل و بعد از شورای نیقیه می‌خوانند. گاهی نیز براساس دوره‌های تاریخی به گروه‌های جغرافیایی یا فکری تقسیم کرده‌اند و گاهی آن‌ها را از لحاظ زبان به دو گروه آباء یونانی و لاتینی زبان تقسیم می‌کنند. به نظر می‌رسد که تقسیم آخر برای درک چگونگی شکل گرفتن تفکر مسیحی، تبیین تاریخی و شرح اعتقادات آن مناسبتر از دیگر تقسیمها باشد. براین اساس آباء کلیسا تقسیم می‌شوند به:
۱. آباء یونانی زبان کلیسا
۲. آباء لاتینی زبان کلیسا

## اسکندریه درقرن سوم میلادی
شهر اسکندریه در شمال آفریقا، طی چند قرن از مراکز مهم تمدن یونانی مآب بود و در قرن سوم میلادی روزهای اوج خود را از لحاظ فرهنگی و فلسفی می‌گذراند. شهری که در آن اقوام مختلف جمع شده بودند و در کنار یکدیگر همزیستی مسالمت‌آمیز داشتند و تبادل آراء نیز بینشان کم و بیش رواج داشت. مسیحیان در مدارس فیلسوفان یونانی حاضر می‌شدند و کسب علم و حکمت می‌کردند، چنان‌که اوریگنس مسیحی با افلوطین در درس‌هایی آمونیوس ساکاس، فیلسوف یونانی افلاطونی، حاضر می‌شدند. طرفداران فلسفه‌های یونان نیز کم و بیش با آراء مسیحی آشنا بودند. نقدهای آنان بر مسیحیت شاهد این امر است. یهودیان نیز جامعهٔ بزرگی را در این شهر تشکیل داده بودند و مدارس مخصوص به خود را داشتند. ادیان شرقی، مصری و رومی نیز رواج خاصی داشت. گنوسیسیان هم در این شهر حاضر بودند، چنان‌که والنتینوس، بازیلیدیوس و مرقیون چندی در این شهر اقامت گزیدند.

## استادان به نام مدرسه اسکندریه در قرون نخست میلادی
به‌طوری‌که از منابع تاریخی برمی آید، مسیحیان از قرن دوم میلادی در شهر مدرسه داشته‌اند. این مدرسه قطعاً در سال ۱۹۰ میلادی دائر بود. کلمنس و شاگردش اوریگنس (حدود ۱۸۵ – پس از ۲۵۴) هر دو از بزرگ‌ترین متفکران مسیحی قرون نخست میلادی بودند که رونق خاصی به حوزهٔ کلامی این شهر دادند.